# Lübecker Rat 1789
Der Rat der Freien und Hansestadt Lübeck als Kabinett im Jahr 1789, dem Jahr des Beginns der Französischen Revolution, mit Amtszeiten und den berufsständischen Korporationen seiner Mitglieder. In diesem Jahr wurde in Lübeck die Gesellschaft zur Beförderung gemeinnütziger Tätigkeit gestiftet.

## Bürgermeister
- Hermann Georg Bünekau, seit 1778, Ratsherr seit 1761, Jurist
- Joachim Tanck, seit 1783, Ratsherr seit 1766, Jurist
- Hermann Diedrich Krohn, seit 1786, Ratsherr seit 1773, Jurist
- Franz Bernhard Rodde, seit 1789, Ratsherr seit 1757 [!], Kaufleutekompagnie

## Ratsherren
- Anton Diedrich Wilken seit 1769, Ältester der Schonenfahrer
- Johann Thomas Otto seit 1773
- Georg Blohm seit 1773, Bergenfahrer
- Gabriel Ludolf Dankwertz seit 1774, Ältermann der Schonenfahrer
- Christian von Brömbsen seit 1777, Zirkelgesellschaft
- Hermann Heinrich Voeg seit 1777, Novgorodfahrer
- Gabriel Christian Lembke seit 1778, Jurist
- Hermann Heinrich Roeck seit 1779, Schonenfahrer, sp. Novgorodfahrer
- Jakob Eberhard Bruns seit 1780, Ältester der Kaufleutekompagnie
- Johann Georg Böhme seit 1780, Schonenfahrer
- Dietrich Gottfried Lamprecht seit 1781, Jurist, gestorben 1798
- Johann Philipp Plessing seit 1782, Schonenfahrer
- Johann Nikolaus Sibeth seit 1783, Jurist
- Hermann Bilderbeck seit 1783, Kaufleutekompagnie, gestorben 1798
- Johann Caspar Lindenberg seit 1786, Jurist
- Gotthard Heinrich Green seit 1788, Novgorodfahrer
- Mattheus Rodde seit 1789

## Syndici
- Carl Henrich Dreyer, seit 1753
- Hermann Adolph Wilcken, seit 1784